# らいじんぐ
らいじんぐ（正式名：Singer Dancer Rising、シンガーダンサーライジング）は、プロシンガー、ダンサー、音楽プロデューサー、DJである。ミュージック・ビデオやライブなど多彩に活動するマルチなエンターテイナー。2024年パリオリンピックから正式採用されるブレイクダンスをテーマにした歌/世界の平和を願う歌/EDMをリリースしている。 JDACダンス指導員、ブレイクダンス、格闘技、柔道(参段)、サッカー、ハンドボール、水泳(元ライフセーバー)。海外30カ国以上訪問。

## 来歴
東京都生まれ。2023年10月1日に、オリジナル1stシングル「Wings of Freedom」でデビューした。その後、「虹-over the blue sky-」「Power of Flowerをリリース。らいじんぐが最も好きなジャンルはEDMである。らいじんぐの音楽を知る上で、Power of Flower Hyper EDM Editionはルーツとなる重要な曲と位置づけられている。

## ディスコグラフィー
- Go Rising – For peaceful world –
- Hope & Peace
- Wings of Freedom (1st single)[1]
- 虹 – over the blue sky -(2nd single)[2]
- Power of Flower Hyper EDM Edition

Joy sound Karaoke
- Go Rising – For Peaceful World –
- Hope & Peace
- Wings of Freedom
- 虹- over the blue sky –
- Power of Flower